# جورج رودنباخ
جورج رودنباخ Georges Rodenbach (ولد في 1855 في بلجيكا – ومات 1898 في باريس) هو شاعر وروائي بلجيكي ينتمي للمدرسة الرمزية.
ولد في تورناي من أم فرنسية وأب ألماني. تعلم في أحد مدارس خنت حيث التقي بالشاعر إميل فيرهارن ونشأت الصداقة بينهما. قضى السنوات العشر الأخيرة من حياته في باريس وكان يعمل مراسلا لجريدة دي بروكسل.
نشر ثماني دواوين شعر وأربع روايات، إلى جانب الكثير من القصص القصيرة. كما اهتم بالمسرح والكتابة النقدية.
أثر الجو الباريسي على بعض أعماله، لكن نمعظما يحمل صبغة الروح الهادئة في المدن البلجيكية الفلمنكية، التي عاشها في طفولته وشبابه المبكر.
أشهر أعماله رواية Bruges-la-Morte التي كتبها عام 1892. وقد استخدم هيكل القصة من قبل الموسيقي فولفجانج كورنجولد إريك كأساس لأوبرا «المدينة الميتة».
- من عائلته ابن عمه الشاعر والروائي ألبريشت رودنباخ رائد إحياء الأدب الفلمنكي في القرن التاسع عشر.

## روابط خارجية
- جورج رودنباخ على موقع IMDb (الإنجليزية)
- جورج رودنباخ على موقع الموسوعة البريطانية (الإنجليزية)
- جورج رودنباخ على موقع ميوزك برينز (الإنجليزية)
- جورج رودنباخ على موقع قاعدة بيانات الفيلم (الإنجليزية)